# Pena de morte na Dinamarca
A pena de morte na Dinamarca (em dinamarquês:  Dødsstraf - "pena de morte") foi abolida em 1930, sem que nenhuma sentença de morte tivesse sido executada desde 1892, mas restaurada de 1945 a 1950 para executar colaboradores nazistas. A pena capital para a maioria dos casos de crimes de guerra foi legalmente encerrada em 1978 (e em todos os casos desde 1 de janeiro de 1994). A última execução foi em junho de 1950.
Atualmente, a reinstituição da pena de morte não é apoiada por nenhum partido político no Parlamento. Segundo uma pesquisa de opinião de 2006, um quinto dos dinamarqueses apoiou a pena de morte para certos crimes. O número permaneceu inalterado desde outra pesquisa realizada em 1999.

## História
Na sua maior parte, a Dinamarca seguiu o estilo de outras nações europeias, com carrascos empregados pelo governo, chamados skarpretter (chefe) na Dinamarca. O chefe tinha o status de funcionário do governo real.
Em 1751, aconteceu a última execução conhecida por bestialidade na Dinamarca.
A última execução pública foi na Lolland of Anders "Sjællænder" Nielsen, por decapitação em 1882. O espetáculo gerado fez a população pedir a abolição da pena de morte, principalmente porque o chefe, Jens Seistrup, precisou balançar o machado várias vezes para concluir o trabalho.
A última execução conhecida anterior a 1946 foi em 8 de novembro de 1892, no pátio da Prisão Estadual de Horsens. Jens Nielsen, condenado a um longo período de prisão por incêndio criminoso, supostamente desejava cometer suicídio, provocando sua execução e, consequentemente, fez três tentativas de matar um guarda ao longo dos anos. Sua decapitação pelo machado de Seistrup seguiu a terceira tentativa.
O último chefe de gabinete foi Carl Peter Hermann Christensen, que ocupou o cargo de 27 de agosto de 1906 a 1 de abril de 1926, mas nunca cumpriu nenhuma execução.
A partir dos primeiros decênios do século XIX, as penas de morte se tornaram cada vez mais comutadas para prisão perpétua pela Coroa. Depois de 1892, sentenças de morte foram proferidas, mas não executadas. Isso também se aplica à última sentença de morte anterior a 1945, proferida em um tribunal civil em 13 de junho de 1928.
Em 1 de janeiro de 1933, a Dinamarca aboliu toda a forma de pena de capital sob o antigo código penal, quando o novo Código Penal dinamarquês entrou em vigor automaticamente, substituindo totalmente o código antigo a partir de 10 de fevereiro de 1866. Sob a lei militar, no entanto, a pena de morte ainda era uma opção.

## 1945-1950

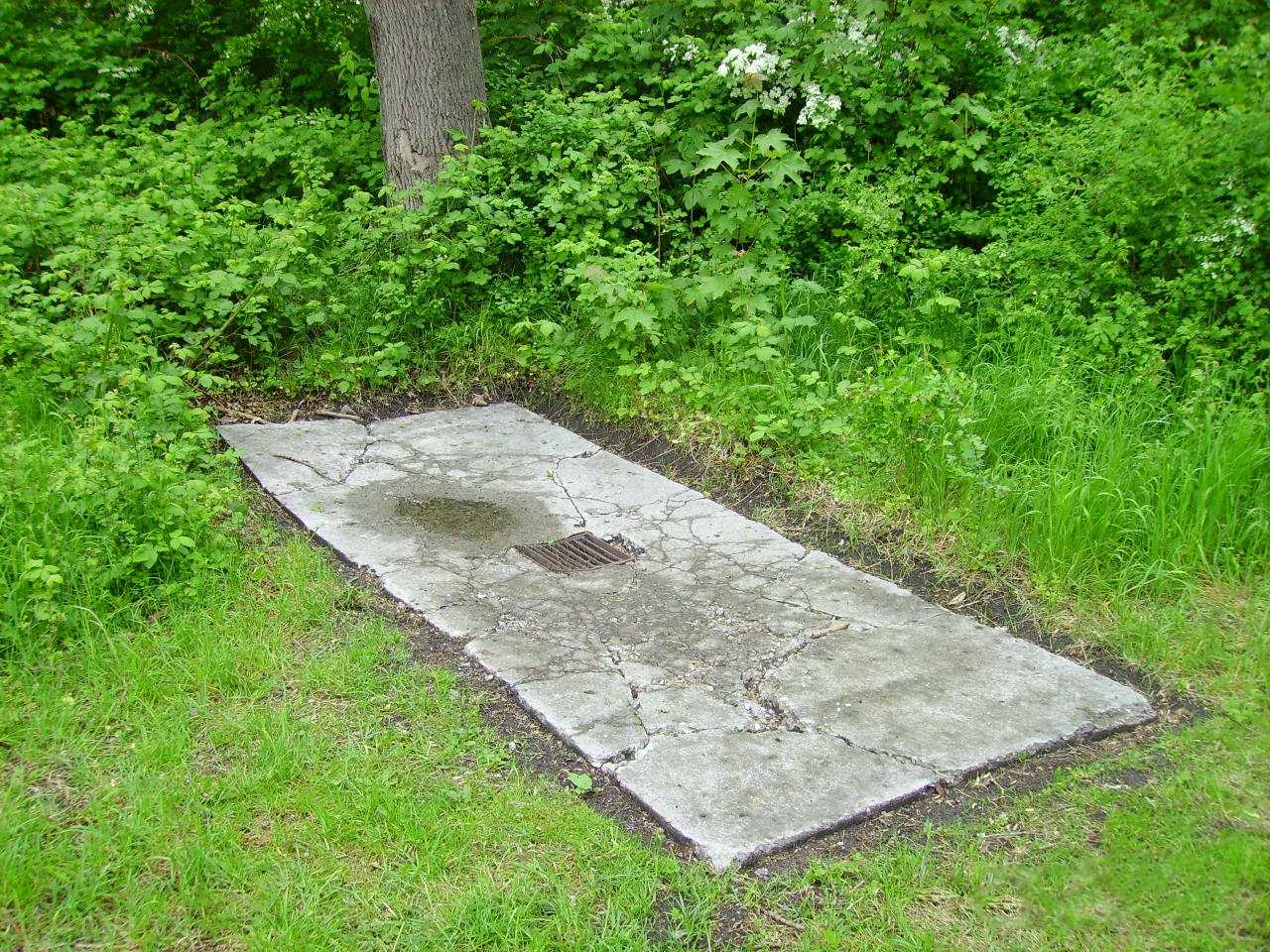
Remanescentes da execução de Christianhavn usada de 1946 a 1950

Entre 1945 e 1947, foram promulgadas três leis especiais para trazer a pena de morte de volta ao código penal, para tratar de crimes cometidos durante a ocupação alemã da Dinamarca. Essas eram leis ex post facto e faziam parte dos expurgos (em dinamarquês: Retsopgøret) que tentavam encontrar a opinião pública exigindo severas punições para os infratores da guerra, em particular certos informantes e os oficiais da HIPO e da Gestapo responsáveis por assassinatos brutais e/ou tortura.
Cerca de 13.500 pessoas foram condenadas como colaboradores, denunciantes ou traidores sob essas leis. Cerca de 400 foram executados, principalmente em represálias extralegais, com 76 formalmente condenados à morte e 46 das sentenças capitais executadas. Os 30 restantes foram perdoados. As sentenças foram executadas por pelotões de fuzilamento de 10 policiais voluntários, em Undallslund Plantage (17), perto de Viborg ou no campo de treinamento militar em Margreteholm, Christianshavn, Copenhague (29). A última área de execução está hoje em Christiania, no Segundo Redan da muralha externa, Enveloppen (em Christiania chamada Aircondition, área de Dyssen), onde um piso de concreto e ralo ainda podem ser vistos nas coordenadas 55° 40′ 48″ N, 12° 36′ 49″ L. (Veja: Freetown Christiania # Quartel e muralhas)
A última pessoa a ser executada na Dinamarca foi Birkedal Hansen, morto a tiros no dia 20 de julho de 1950.

### Antecedentes políticos dos expurgos da Segunda Guerra Mundial
Em 1943, o clandestino Conselho da Liberdade da Dinamarca emitiu seus pensamentos sobre o retorno da democracia à Dinamarca após a guerra. Entre suas demandas estava a acusação de criminosos de guerra e dos responsáveis pela violação do sistema legal e da independência da Dinamarca. Eles endossaram a legislação retroativa, mas depois se opuseram à pena de morte.
Pouco antes da rendição alemã, no entanto, o Conselho da Liberdade trabalhou com um comitê clandestino de advogados para elaborar uma proposta de uma lei de crimes de guerra que incluía a pena de morte. O primeiro-ministro nomeou outro comitê, composto por funcionários públicos e juízes. Essas duas propostas foram mescladas em um projeto de lei subsequente. Um ponto importante da diferença era se a lei seria retroativa para apenas 29 de agosto de 1943, quando o governo dinamarquês renunciou, ou todo o caminho até 9 de abril de 1940, quando a ocupação alemã começou. O movimento de resistência conseguiu o que queria e o último foi decidido.
O primeiro projeto de lei do apêndice do código penal foi apresentado ao Parlamento de 26 a 30 de maio de 1945, apenas três semanas após a libertação no dia 5 de maio. 127 membros do Folketing votaram a favor da lei, 5 membros do Partido da Justiça se abstiveram por causa da oposição à pena de morte e 19 estavam ausentes. Em 31 de maio, foi confirmado pelo Landsting por 67 votos a favor, 1 contra e 8 estavam ausentes. Entre os oponentes estavam JK Jensen, do Partido Liberal Radical, e Oluf Pedersen, do Partido da Justiça. Pedersen propôs uma emenda que adiaria qualquer execução até que um referendo confirmasse a nova lei. Posteriormente, ele recebeu ameaças de ex-combatentes da resistência. O único político que realmente se aventurou a votar não foi Ingeborg Hansen, presidente do Landsting.
KK Steincke, dos social-democratas, ele próprio advogado, expressou seu ponto de vista geral dessa maneira: 
 Se alguém em 1939 afirmasse que, dentro de seis anos, eu estaria endossando um projeto de lei sobre a pena de morte, com força retroativa não menos, não o teria considerado sadio. Mas desde então, a barbárie e a ilegalidade ocorreram, o estado de direito normal foi violado profundamente, e me sinto mais ligado a uma consciência pública profundamente violada do que a condições normais. Devemos lidar com esses criminosos, não com desejo de vingança, mas para que em breve possamos voltar às condições normais. 
 O expurgo após a Segunda Guerra Mundial foi amplamente debatido, em parte porque as pequenas ofensas foram condenadas mais rapidamente e geralmente com mais severidade do que os julgamentos por grandes ofensas que duraram mais tempo, enquanto os humores se acalmavam após o final da guerra. Outro ponto de crítica foi a retroatividade da lei. Ao contrário, os defensores do debate de 1945 argumentaram que, se a pena de morte não fosse reaplicada, os criminosos de guerra estariam sujeitos a justiça ou linchamentos. Segundo uma pesquisa de opinião de 1945, cerca de 90% da população era a favor de uma pena de morte para certos criminosos de guerra.
O fundo foi documentado em profundidade pelo historiador Ditlev Tamm.

## Depois de 1950
Em 1952, as disposições do código penal do pós-guerra foram alteradas para evitar novamente a alteração retroativa da lei, caso a Dinamarca volte a ocupar outros países. As emendas reservavam pena capital para crimes cometidos com malícia particular durante a guerra (assassinato, traição e denúncia, limitados a criminosos com mais de 21 anos). Esta base legal para execuções civis foi abolida em 1978 e a pena de morte foi abolida no direito militar ao mesmo tempo. Não havia sentenças em maiúsculas depois de 1950. A pena capital ainda era mencionada no preâmbulo do texto da lei, no entanto, uma nova emenda confirmando a remoção da pena de morte de toda a lei dinamarquesa foi aprovada no Parlamento em 22 de dezembro de 1993, com vigência a partir de 1 de janeiro de 1994. Pesquisas subsequentes mostraram níveis variados de apoio à reintrodução da pena de morte, geralmente representando um quinto ou um quarto da população. Nenhum ator político importante apoia a reintrodução da pena de morte.